# یکان عدد تواندار
مبحث هم نهشتی در ریاضیات کمک بسیاری برای حل معادلات پیچیده می‌کند و توانسته بر محدود بودن حافظه دستگاه‌های محاسباتی کمک زیادی کند. محاسبه اعداد تواندار یکی از این موارد است.
برای محاسبهٔ یکان اعداد تواندار، معیار عدد پایه و توان عدد تواندار است که به حالات زیر تقسیم می‌شود:
حالت اول) اگر رقم یکان پایه ۲, ۳, ۷, ۸ باشد، توان عدد را بر ۴ تقسیم می‌کنیم:
- اگر باقیمانده صفر شد {\displaystyle \Leftarrow }  رقم یکان پایه را به توان 4 می‌رسانیم.
- اگر باقیمانده ۱, ۲, ۳ شد {\displaystyle \Leftarrow }  رقم یکان پایه را به توان باقیماندهٔ تقسیم می‌رسانیم.

حالت دوم) اگر رقم یکان پایه ۰, ۱, ۵, ۶ باشد؛ عدد به هر توانی برسد رقم یکان آن تغییر نمی‌کند.
حالت سوم) اگر رقم یکان پایه 4 باشد:
- اگر توان زوج باشد {\displaystyle \Leftarrow }  رقم یکان حاصل 6 می‌شود.
- اگر توان فرد باشد {\displaystyle \Leftarrow }  رقم یکان حاصل 4 می‌شود.

حالت چهارم) اگر رقم یکان پایه 9 باشد:
- اگر توان زوج باشد {\displaystyle \Leftarrow } رقم یکان حاصل 1 می‌شود.
- اگر توان فرد باشد {\displaystyle \Leftarrow }  رقم یکان حاصل 9 می‌شود.